# The Hurdy Gurdy Man
The Hurdy Gurdy Man är ett musikalbum av Donovan lanserat i oktober 1968. Musiken spelades in mellan november 1967 och april 1968. Albumet släpptes i USA och i ett flertal europeiska länder på Epic Records. I Storbritannien kom det aldrig ut beroende på trassel med hans skivkontrakt hos skivbolaget Pye Records. Titelspåret och "Jennifer Juniper" hade släpptes som singlar tidigare 1968 och blev hitsinglar i ett flertal länder. Flera av låtarna på albumet är tydligt inspirerade av indisk musik.

## Låtar på albumet
(alla låtar komponerade av Donovan)
1. "Hurdy Gurdy Man" - 3:13
2. "Peregrine" - 3:34
3. "The Entertaining of a Shy Girl" - 1:39
4. "As I Recall It" - 2:06
5. "Get Thy Bearings" - 2:47
6. "Hi It's Been a Long Time" - 2:32
7. "West Indian Lady" - 2:15
8. "Jennifer Juniper" - 2:40
9. "The River Song" - 2:14
10. "Tangier" - 4:10
11. "A Sunny Day" - 1:52
12. "The Sun Is a Very Magic Fellow" - 3:31
13. "Teas" - 2:29

## Listplaceringar
- Billboard 200, USA: #20[1]
- RPM, Kanada: #19[2]